# El juego de la verdad (película de 1963)
El juego de la verdad es una película de 1963 dirigida por José María Forqué y coproducida entre Francia y España.

## Argumento
Lucía mantiene relaciones amorosas con Juan, un hombre más joven que ella. Un día que él está bastante borracho intenta seducir a Marta, la hija de Lucía, complicando seriamente su relación y su vida.

## Reparto
| Intérprete              | Personaje           |
| ----------------------- | ------------------- |
| Madeleine Robinson      | Lucía Bernardo      |
| José Bódalo             | Miguel              |
| María Asquerino         | María               |
| Sami Frey               | Juan                |
| Ana Casares             | María Jesús         |
| Leo Anchóriz            | Manolo Segovia      |
| Sandra Le Brocq         | Lola                |
| Guillermo Marín         | Gonzalo             |
| Chonette Laurent        | Marta               |
| Alberto Dalbés          | Pablo               |
| Mary Paz Pondal         | Eugenia             |
| Agustín González        | Pepe                |
| Pilar Cansino           | Lola                |
| Mayrata O'Wisiedo       | Ana                 |
| Javier Loyola           | Héctor              |
| Pepe Martín             | Alberto             |
| José Orjas              | Julio               |
| Alicia Hermida          | Palmera aprendiz    |
| Erasmo Pascual          | Ayudante del juez   |
| Concepción Sánchez      |                     |
| Jesús Guzmán            | Ayudante del juez   |
| Luis Barbero            | Secretario del juez |
| Manuel Aguilera         | Agente judicial     |
| Pedro Giménez 'El Pili' | Cantaor             |
| José Villasante         |                     |
| Juan Cazalilla          |                     |
| Maribel Hidalgo         |                     |
| Joaquín Bergía          |                     |
| Agustín Bescos          |                     |
| José Truchado           |                     |
| Alicia León             |                     |
| Fabián Luengo           |                     |
| José de Lucas           |                     |
| Héctor Quiroga          |                     |
| Enrique Núñez           |                     |
| Carlos Lemos            | Juez                |
| Manuel Alexandre        | Borracho            |